# Autrac
Autrac (okzitanisch gleichlautend) ist eine französische Gemeinde mit 51 Einwohnern (Stand 1. Januar 2022) im Département Haute-Loire in der Region Auvergne-Rhône-Alpes (vor 2016 Auvergne). Sie gehört zum Arrondissement Brioude und zum Kanton Sainte-Florine.

## Geographie
Die Gemeinde Autrac liegt im Zentralmassiv an der Grenze zu den Départements Puy-de-Dôme und Cantal, etwa 21 Kilometer westlich von Brioude. Umgeben wird Autrac von den Nachbargemeinden Apchat im Norden, Blesle im Osten, Saint-Étienne-sur-Blesle im Süden sowie Leyvaux im Westen. 

## Bevölkerungsentwicklung
| Jahr                       | 1962 | 1968 | 1975 | 1982 | 1990 | 1999 | 2010 | 2020 |
| Einwohner                  | 81   | 75   | 60   | 61   | 63   | 69   | 78   | 53   |
| Quellen: Cassini und INSEE |      |      |      |      |      |      |      |      |

## Sehenswürdigkeiten
- Kirche Saint-Julien-de-Brioude im Ortsteil Autraguet
- Schloss Montmoirat, Monument historique

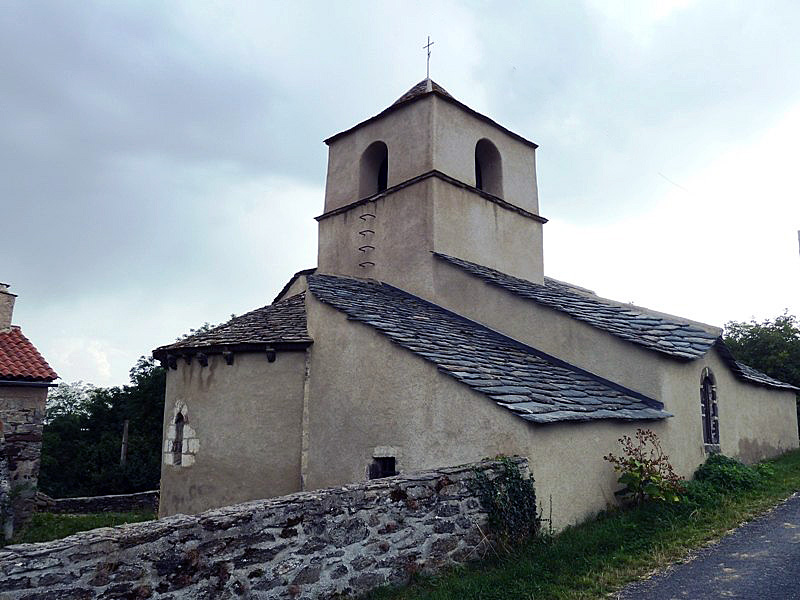
Kirche Saint-Julien